# 하시 아후미
하시 아후미(일본어: 土師 亜文 はし あふみ[*], 1990년 5월 9일~)는 일본의 여성 성우이다. 도쿄도 출신이며, 81프로듀스 소속이다.